# Elecciones estudiantiles de la Universidad de Carabobo de 2018
Las elecciones estudiantiles de la Universidad de Carabobo de 2018 se llevaron a cabo el domingo 14 de noviembre para elegir al Presidente y al Secretario de la Federación de Centros Universitarios (FCU) de dicha casa de estudio, además de consejeros universitarios, de facultad y de escuelas, así como, los centros de estudiantes. Las elecciones se realizaron bajo un clima de violencia, por parte de afectos al gobernador Rafael Lacava, quien meses anteriores había señalado en reiteradas ocasiones a las autoridades y miembros de la Universidad. Fueron las primeras elecciones estudiantiles en la universidad desde 2007.

## Resultados
Los resultados oficiales mostraron como amplios ganadores a los representantes de la Alianza 23, con el opositor Marlon Díaz como candidato unitario, con un total de 4.899 votos, seguido de Jessica Bello, de la Alianza 200, candidata chavista y representante del gobierno con 1.415 votos. Sin embargo, una Junta Electoral de facto designada por el Tribunal Supremo de Justicia, anunció a Bello como ganadora de la elección, sin dar detalles de los votos. El gobernador de Carabobo, Rafael Lacava, anunció que celebra el triunfo del oficialismo, sin embargo posteriormente desconoció resultados que daban como ganadora a la Alianza 23, de oposición.
A pesar del reconocimiento por parte de las autoridades universitarias de Marlon Díaz como presidente de la Federación de Centros Universitarios (FCU), el 27 de noviembre la Sala Electoral del Tribunal Supremo de Justicia anuló las elecciones estudiantiles y ordenó que las autoridades de la universidad reconocieran como presidente de la FCU a Jessica Bello, desconociendo a Marlon Díaz, quien ya había sido juramentado en el cargo por parte de la legítima y única Comisión Electoral Estudiantil. Pablo Aure aseguró que el Tribunal Supremo no está facultada para imponer la proclamación o juramentación a un bachiller en un cargo estudiantil, y aclaró que los representantes estudiantiles no los proclaman ni los juramentan las autoridades universitarias porque el gobierno estudiantil solo se juramenta ante los representantes estudiantiles.

## Reacciones
En una comparecencia pública el día luego de ser publicada la sentencia por parte del TSJ, Marlon Díaz, amplio ganador del proceso electoral, rompió frente a las cámaras de medios de comunicación la sentencia emanada de dicho tribunal y denunció que se este hecho se trataba de un intento del gobierno regional liderado por el gobernador Lacava de tomar a la fuerza la Universidad de Carabobo y pasar por encima de la autonomía universitaria consagrada en el artículo 109 de la constitución y en la Ley de Universidades. Díaz detalló que cuenta con las actas de escrutinio y cierre de las mesas de votación, firmadas por los testigos que de la plancha que él representa pero también firmadas por los testigos de la plancha oficialista que refrendan el resultado final. Este hecho trascendió por todo el país por el ejemplo de lucha y valentía que los estudiantes de la Universidad de Carabobo habían demostrado, recibiendo el apoyo de todos los sectores del país a través de las redes sociales y los medios de comunicación.
Luis Almagro, Secretario General de la Organización de los Estados Americanos (OEA), rechazó la agresión por parte de grupos armados durante las elecciones en la Universidad de Carabobo. En este sentido, Almagro responsabilizó de las acciones violentas al Gobierno de Nicolás Maduro y en especial al gobernador de la entidad, Rafael Lacava.
El Consejo Universitario de la Universidad de Carabobo, máximo ente la universidad, convocó una sesión extraordinaria y ampliada en donde se dieron cita las autoridades universitarias, estudiantes, profesores, empleados administrativos, obreros y miembros de la comunidad de egresados junto a todos los sectores de la sociedad carabobeña quienes manifestaron su irrestricto apoyo a Marlon Díaz como Presidente de la FCU y a los miembros de su equipo como únicos y amplios ganadores del proceso electoral estudiantil frente a la plancha oficialista. En un derecho de palabra concedido a Díaz, expresó que aquellos quienes habían hecho el intento fallido de desconocer la voluntad estudiantil, se han declarado enemigos de la Universidad y su autonomía, de la pluralidad y del aprendizaje.
La Asamblea Nacional de Venezuela en sesión ordinaria reconoció a Marlon Díaz como presidente de la Federación de Centros Universitarios y le concedió un derecho de palabra en la plenaria de la sesión del día 27 de noviembre del 2018, donde Díaz expresó que desde el gobierno nacional intentaron torcer la voluntad estudiantil, que los estudiantes no se los permitieron y que lograron ganarle de manera contundente a la maquinaria gubernamental. Los diputados mostraron su respaldo a la plancha ganadora en el proceso electoral y además desconocieron la sentencia emanada por el Tribunal Supremo de Justicia por considerarlo sin competencia en las elecciones estudiantiles.
El Tribunal Supremo de Justicia de Venezuela en el exilio emitió una sentencia desconociendo el documento emanado de la Sala Electoral, basando su argumento en el respeto a la autonomía universitaria consagrada en la constitución y exhortando tanto a los estudiantes como a las autoridades de la universidad a desconocer el fallo.

## Irregularidades

### Desarrollo y hechos violentos
A las 10:00 a. m. aproximadamente, mientras se llevaba a cabo el proceso electoral, en la Facultad de Medicina de la Universidad de Carabobo, un grupo de al menos 40 encapuchados armados irrumpió en una de las aulas donde se encontraban las urnas de votación con el fin de robarlas, asimismo detonaron dos bombas lacrimógenas, arrojadas por seguidores del gobernador. El gobernador Rafael Lacava, adjudica la responsabilidad a grupos afectos al secretario de la Universidad de Carabobo, Pablo Aure. En el lugar hubo 15 heridos, en su mayoría por asfixia, y se vieron obligados a abandonar el lugar. La periodista de Caraota Digital, Dayrí Blanco le robaron su celular mientras cubría la elección en la casa de estudios, según informó el presidente de Sindicatos de la Prensa.

### Detención de Iván Uzcátegui y Ramón Bravo
El 6 de noviembre, fueron detenidos Iván Uzcátegui, presidente de la Federación de Centros Universitarios y Ramón Bravo, Director de Comedores de la UC. El Consejo Universitario vinculó dichas detenciones con las elecciones en la Universidad además afirman detectar «la intención de amilanar, desacreditar y poner en tela de juicio la credibilidad de todo aquel que hable de equilibrio, pluralidad, de pensamiento libre y deconciencia».

### Asesinato de Celis Blanco
El 9 de noviembre de 2018 fue hallado el cuerpo sin vida del candidato Celis Blanco en San Diego, de 23 años, quien se postularía al cargo de Presidente de la FCU por la Alianza Innovación 111, Celis fue Secretario en Chichiriviche, Falcón de la Juventud Acción Democrática. La autopsia practicada a Blanco reveló que falleció por muerte violenta: «hemorragia cerebral, traumatismo craneal y fractura de cuello». En respuesta a esto, el Secretario General de Acción Democrática en Carabobo, Rubén Limas pidió respuestas del gobierno nacional y del Cuerpo de Investigaciones Científicas, Penales y Criminalística (CICPC).